# Агустін Джай
Агустін Джай (ісп. Agustín Giay, нар. 16 січня 2004, Сан-Карлос Сентро, Аргентина) — аргентинський футболіст, півзахисник клубу «Сан-Лоренсо».

## Ігрова кар'єра

### Клубна
Агустін Джай є вихованцем футбольного клубу «Сан-Лоренсо», де почав займатися футболом в академії у 2017 році. Першу гру в основі Джай провів у квітні 2022 року у матчі чемпіонату Аргентини.

### Збірна
У 2023 році у складі молодіжної збірної Аргентини Агустін Джай брав участь у молодіжному чемпіонаті Південної Америки, що проходив у Колумбії. На турнірі футболіст зіграв два матчі.
Також у тому році Джай виступав на домашньому молодіжному чемпіонаті світу, де був капітаном команди, яка дійшла до 1/8 фіналу.